# 昂昂溪区
昂昂溪区（达斡尔语：《达汉对照词典》记音符号）是黑龙江省齐齐哈尔市下辖的一个市辖区。區人民政府駐區府路38號。

## 行政区划
昂昂溪区下辖4个街道办事处、3个镇：
新兴街道、新建街道、林机街道、道北街道、水师营满族镇和榆树屯镇。
经省政府批准，同意将齐齐哈尔市昂昂溪区管辖的三间房镇更名为榆树屯镇，镇人民政府驻榆树屯村。

## 人口民族
截止到2010年昂昂溪區人口10萬。境內聚居着漢、滿、回、朝鮮、蒙古、達斡爾等16個民族。
2010年11月1日零時為標準時點進行了第六次全國人口普查昂昂溪區人口80109人。
根據第七次人口普查數據，截至2020年11月1日零時，昂昂溪區常住人口為67824人。